# Palce, Kiverți
Palce (în ucraineană Пальче) este un sat în comuna Horlupî din raionul Kiverți, regiunea Volînia, Ucraina.

## Demografie
Componența lingvistică a localității Palce
     Ucraineană (100%)
Conform recensământului din 2001, toată populația localității Palce era vorbitoare de ucraineană (100%).